# Nicolai Cleve Broch

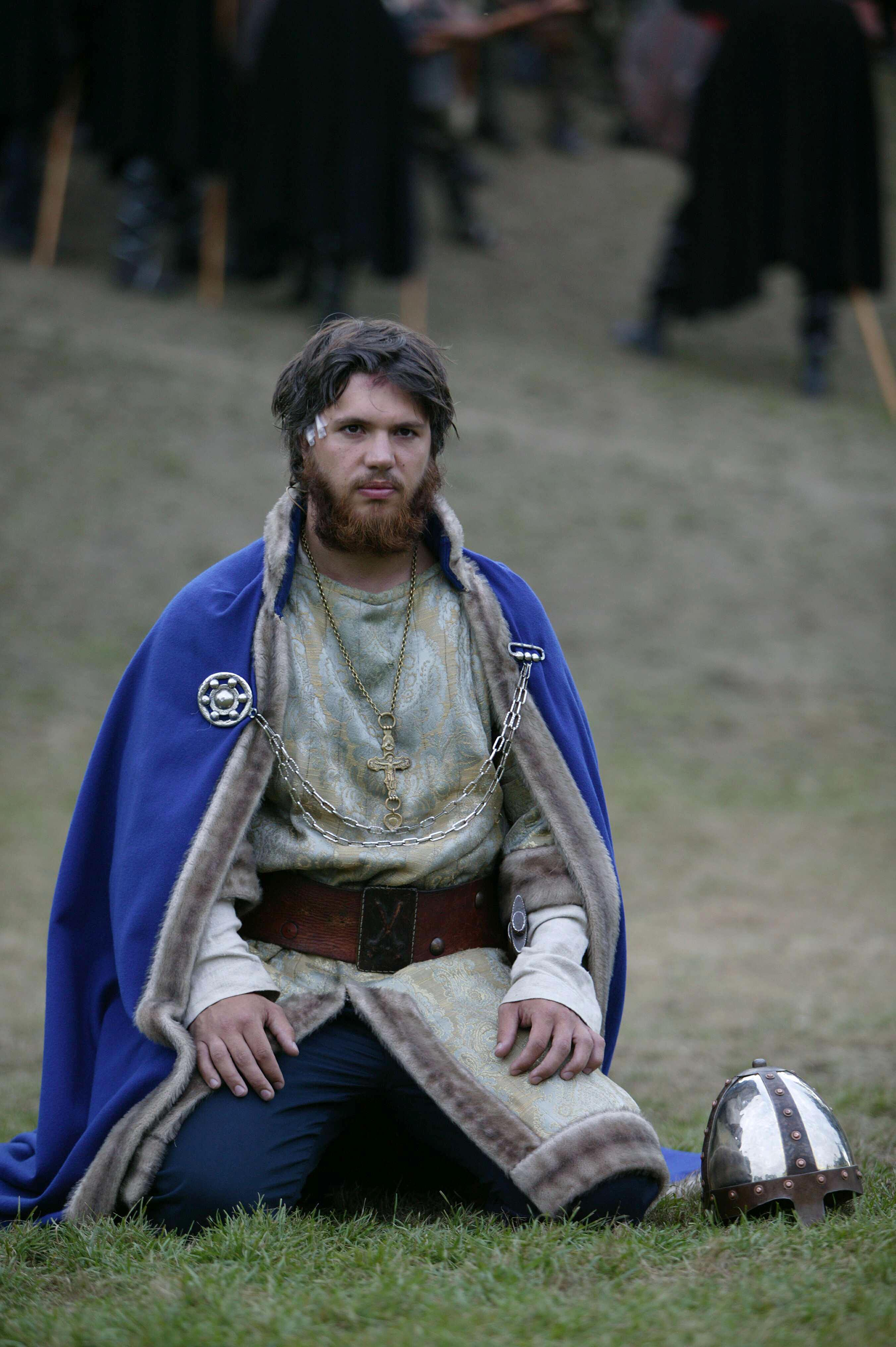
Broch als Olav der Heilige in Das Spiel vom heiligen Olav aus Stiklestad 2004.

Nicolai Cleve Broch (* 14. November 1975 in Oslo) ist ein norwegischer Schauspieler.

## Leben und Schaffen
1995 wurde er an der Teaterhøgskolen aufgenommen, der norwegischen Theaterakademie, 1999 schloss er sein Studium dort ab.
2001 wurde er von der norwegischen Tageszeitung Dagbladet zum Theatertalent des Jahres gekürt.
Broch ist Ensemblemitglied des Nationaltheatret in Oslo und spielte dort u. a. in Astrid Lindgrens Pippi Langstrumpf und in Kaiser und Galiläer von Henrik Ibsen. Nicolai Cleve Broch ist mit der Schauspielerin Heidi Gjermundsen verheiratet. Das Paar hat zwei Söhne.

## Filmografie (Auswahl)
- 1995: När alla vet
- 2000: Fort Forover
- 2002: Lekestue
- 2003: Buddy
- 2004: Uno
- 2006: Uro
- 2007: Seks som oss (TV-Serie)
- 2008: Max Manus
- 2010: Essential Killing
- 2013: Drachenkrieger – Das Geheimnis der Wikinger (Gåten Ragnarok)
- 2014: Operation Arktis (Operasjon Arktis)
- 2015–2016: Lifjord – Der Freispruch (Frikjent) (Fernsehserie, Staffel 1 (10 Folgen) und 2016 Staffel 2 (8 Folgen))
- 2019/2021: Beforeigners (Fernsehserie)
- 2020–2025: Mord im Mittsommer (20 Folgen)
- 2020: Betrayed (Den største forbrytelsen)
- 2022: Full Dekning (Kinofilm)